# Сентрал Сити (Кентаки)
Сентрал Сити (енгл. Central City) град је у америчкој савезној држави Кентаки.

## Демографија
По попису из 2010. године број становника је 5.978, што је 85 (1,4%) становника више него 2000. године.
| Група             | 2000.         | 2010.         |
| Белци             | 5.162 (87,6%) | 5.157 (86,3%) |
| Афроамериканци    | 629 (10,7%)   | 583 (9,8%)    |
| Азијати           | 14 (0,2%)     | 8 (0,1%)      |
| Хиспаноамериканци | 47 (0,8%)     | 132 (2,2%)    |
| Укупно            | 5.893         | 5.978         |